# NGC 2386
NGC 2386 é um sistema estelar triplo na direção da constelação de Gemini. O objeto foi descoberto pelo astrônomo Lawrence Parsons em 1876, usando um telescópio refletor com abertura de 72 polegadas. 